# Fregio storico della Basilica Emilia

La Punizione di Tarpea

Tarpea, dettaglio

Il fregio storico della Basilica Emilia nel Foro Romano venne rinvenuto in numerosi frammenti durante vari scavi. Alto 0,76 m, oggi è conservato nel Museo nazionale romano, sezione di Palazzo Massimo alle Terme. Il fregio è un precoce esempio di recezione dei modelli ellenistici in ambito romano, antecedenti alla diffusione del neoatticismo, che appiattì l'arte romana verso una più fredda e accademica riproduzione di modelli dell'arte greca classica. 

## Storia

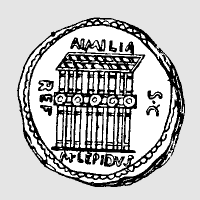
Disegno della moneta del 61 a.C. di Marco Emilio Lepido con raffigurazione dell'interno della Basilica Emilia

La datazione dell'opera è stata molto controversa, oscillando tra l'età cesariana, augustea, tiberiana o anche flavia. Le opzioni relative ai periodi più tardi sono però scartabili sulla base di elementi stilistici, rendendo verosimile un arco di tempo tra il II e il I secolo a.C.
Il retro del fregio presenta i segni di pesanti riadattamenti (taglio dello spessore per ridurlo al minimo), quindi è verosimile che si trovasse in un edificio più antico, in seguito riciclato su una nuova fabbrica. Inoltre il materiale con cui è stato scolpito è il marmo pentelico greco, diverso da quello usato nel resto dell'edificio e nell'altro fregio, che sono realizzati nello stesso materiale di altri edifici romani databili alla seconda metà del I secolo a.C. (tempio di Saturno di Planco, Regia di Calvino, Arco partico). Il presente fregio dovette quindi risalire alla ricostruzione dell'87-78 a.C., che interessò innanzitutto gli interni. La moneta di Marco Emilio Lepido (65 a.C. circa) raffigura infatti l'interno della basilica coi clipei al primo piano aggiunti dal padre. Inoltre i denarii di Lucio Tiberio Sabino (87 a.C.) raffigurano i temi del ratto delle Sabine e della punizione di Tarpea con notevoli affinità iconografiche a quelle del fregio, considerabili gli uni il riflesso dell'altro.
Il fregio venne riutilizzato nella ricostruzione di epoca augustea tra il 54 e il 34 a.C. (basilica Paulli), quando dovette essere smontato e riadattato alla nuova dimensione del fregio.

## Descrizione
Il fregio storico si trovava all'interno dell'edificio dove decorava il primo ordine, mentre il secondo presentava motivi vegetali soltanto. Ne sono stati ricomposti circa 16 metri a partire da innumerevoli frammenti, mentre la grandezza totale doveva aggirarsi sui 90 metri di lunghezza per 60 centimetri di altezza. 
Comprendeva varie lastre con episodi delle origini di Roma. Tra quelle individuate ci sono:
1. Gioventù di Romolo e Remo
2. Fondazione di Roma
3. Istituzione dei Consualia da parte di Romolo
4. Ratto delle Sabine
5. Punizione di Tarpea
6. Nozze di Romolo (?)
7. Fondazione di una colonia (forse Cameria)

Tra le scene meglio conservate spicca quella della Punizione di Tarpea, la donna che aveva aperto le porte del Campidoglio ai Sabini per poi venire da essi lapidata da un cumulo di armi. L'eroina è raffigurata al centro, col manto increspato dal vento che forma una sorta di disco tenuto dalle sue braccia spalancate, mentre subisce la lapidazione con gli scudi e i bracciali promessile dai Sabini in cambio del tradimento. Il tumulo le arriva fino alla vita e tre soldati Sabini sono attorno nell'atto di gettare altro materiale o di portarlo. All'estrema sinistra un soldato barbuto assiste alla scena con un piede poggiato su un'asperità del terreno, vestito di corazza e un ampio mantello. 

## Stile

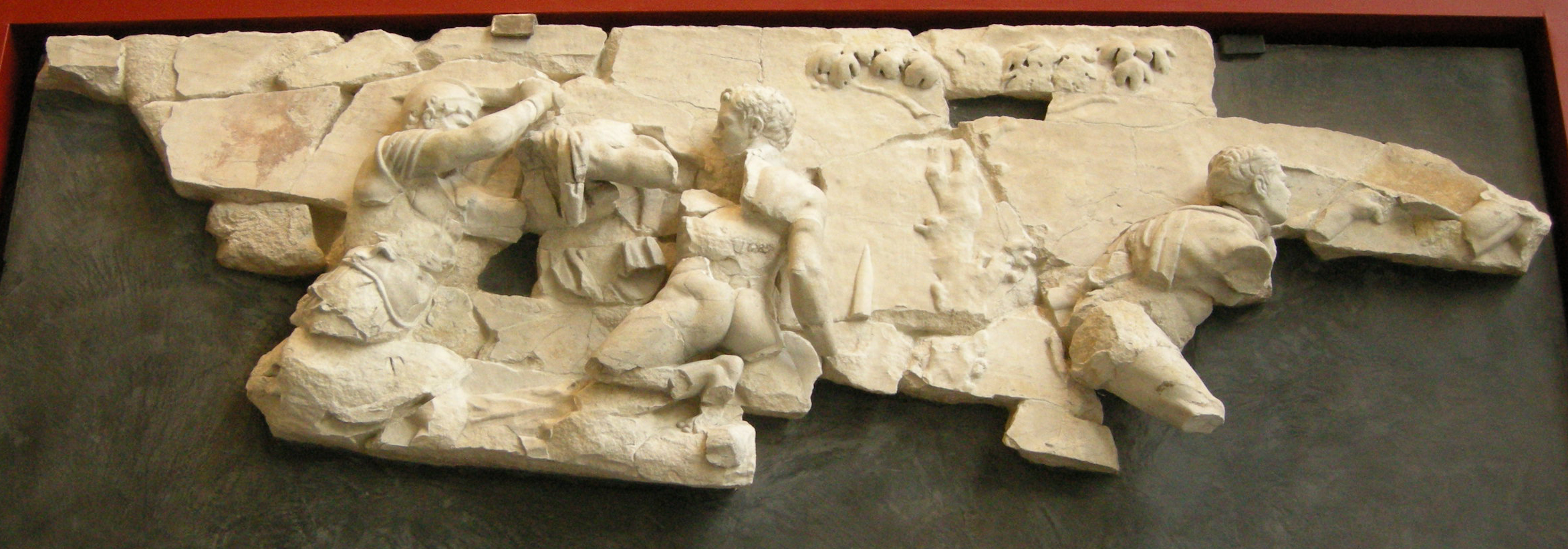
Duellanti

La scena di Tarpea, come le altre, è costruita all'insegna di un'immediata leggibilità, con una narrazione esplicita, senza stacchi netti tra gli elementi della scena e lo sfondo neutro (costruzione "paratattica"), grazie anche a numerosi dettagli paesistici e ambientali.
La rappresentazione è da mettere in relazione da un lato con la pittura storico-onoraria di tradizione romana e, dall'altro lato, con l'ispirazione consapevole dall'ellenismo asiano del II secolo a.C., in particolare al fregio dell'Artemision di Magnesia, il cui architetto, Ermogene di Priene, ebbe notevole influenza sulla cultura artistica romana.